# Christian Bassedas
Christian Bassedas, né le 16 février 1973 à Buenos Aires (Argentine), est un footballeur argentin, qui évoluait au poste de milieu de terrain au Vélez Sarsfield, à Newcastle United et à Tenerife ainsi qu'en équipe d'Argentine.
Bassedas ne marque aucun but lors de ses vingt-deux sélections avec l'équipe d'Argentine entre 1994 et 1999. Il participe à la Copa América en 1997, à la Coupe des confédérations en 1995, et aux Jeux olympiques en 1996 avec l'équipe d'Argentine.

## Palmarès

### En équipe nationale
- 22 sélections et 0 but avec l'équipe d'Argentine entre 1994 et 1999

### Avec Vélez Sarsfield
- Vainqueur de la Copa Libertadores en 1994
- Vainqueur de la Coupe intercontinentale en 1994
- Vainqueur de la Copa Interamericana en 1996
- Vainqueur de la Supercopa Sudamericana en 1996
- Vainqueur de la Recopa Sudamericana en 1997
- Vainqueur du Championnat d'Argentine en 1993 (Tournoi de clôture), 1995 (Tournoi d'ouverture), 1996 (Tournoi de clôture) et 1998 (Tournoi de clôture)